# Honda e:Ny1
A Honda e:Ny1 (ejtsd: anyone  angolul, azaz magyarul bárki) egy akkumulátoros elektromos SUV autótípus, melyet a japán Honda gyárt 2023-tól. A Honda HR-V 3. generációjának elektromos változata.

## Bemutatás
A Honda e:Ny1-t 2023. május 14-én mutatták be. Az e:N architecture F platformra épül.

### Motorizálás
A Honda e:Ny1 az első tengelyen elhelyezett villanymotorral van felszerelve, amelynek teljesítménye 150 kW, nyomatéka 310 Nm. Bruttó 68,8 kWh, nettó 61,9 kWh nettó kapacitású akkumulátorral van felszerelve, amely 382 km-es hatótávolságot tesz lehetővé. Egyfázisú váltakozó áramnál 7,4 kW, háromfázisú váltakozó áramnál 11 kW, míg egyenáramnál 78 kW töltési teljesítmény lehetséges.

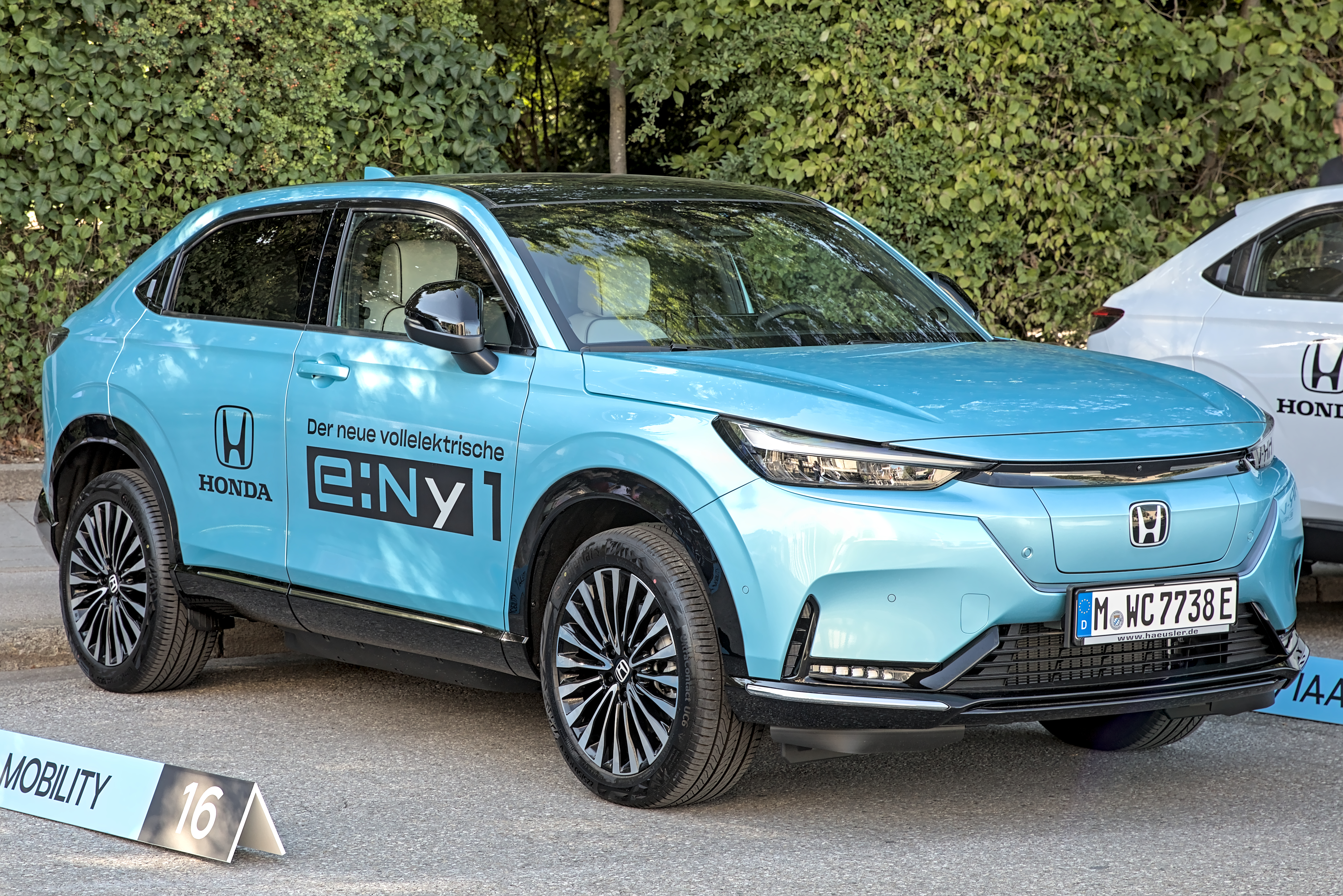
Elölnézetből
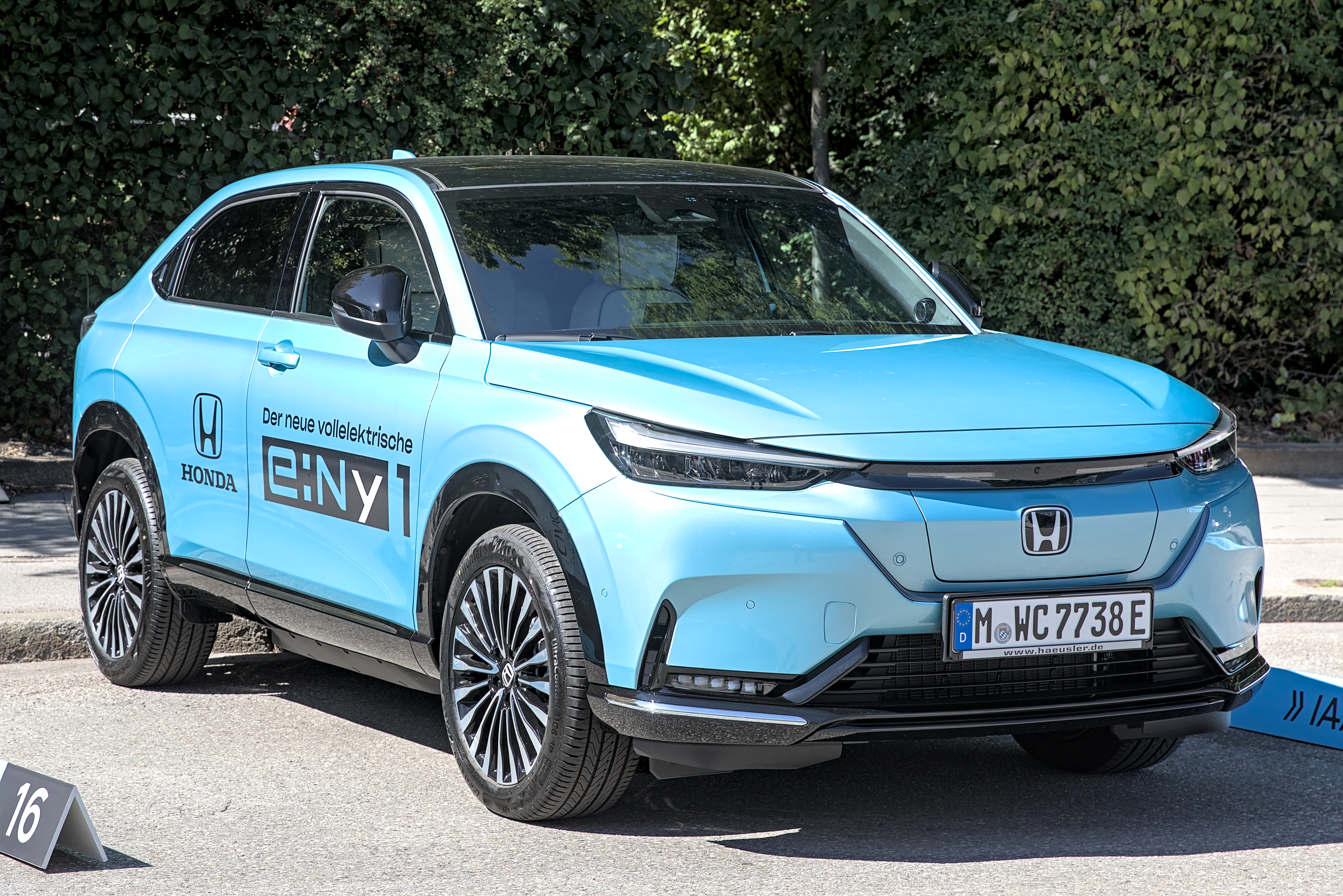
Elölnézetből
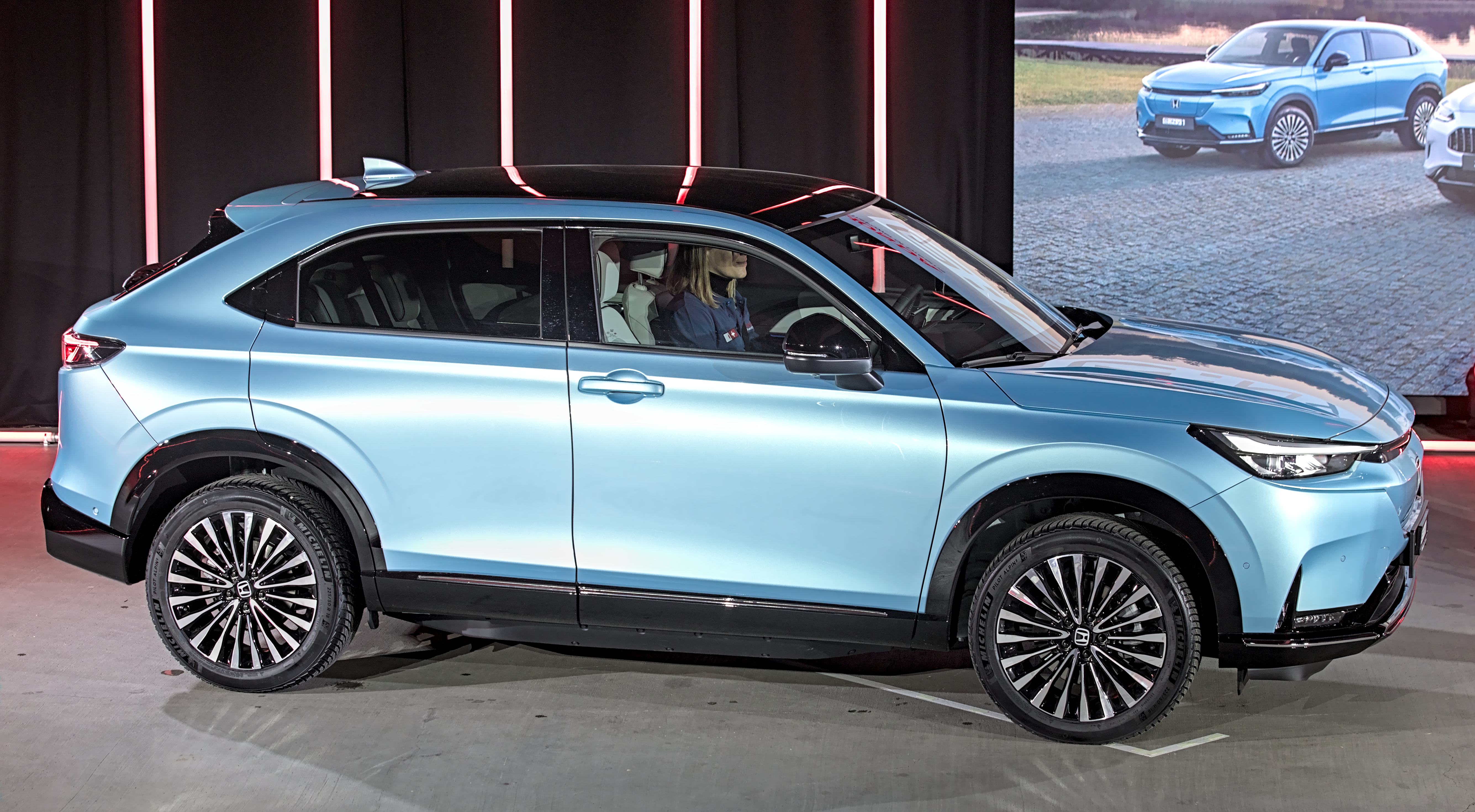
Oldalnézetből
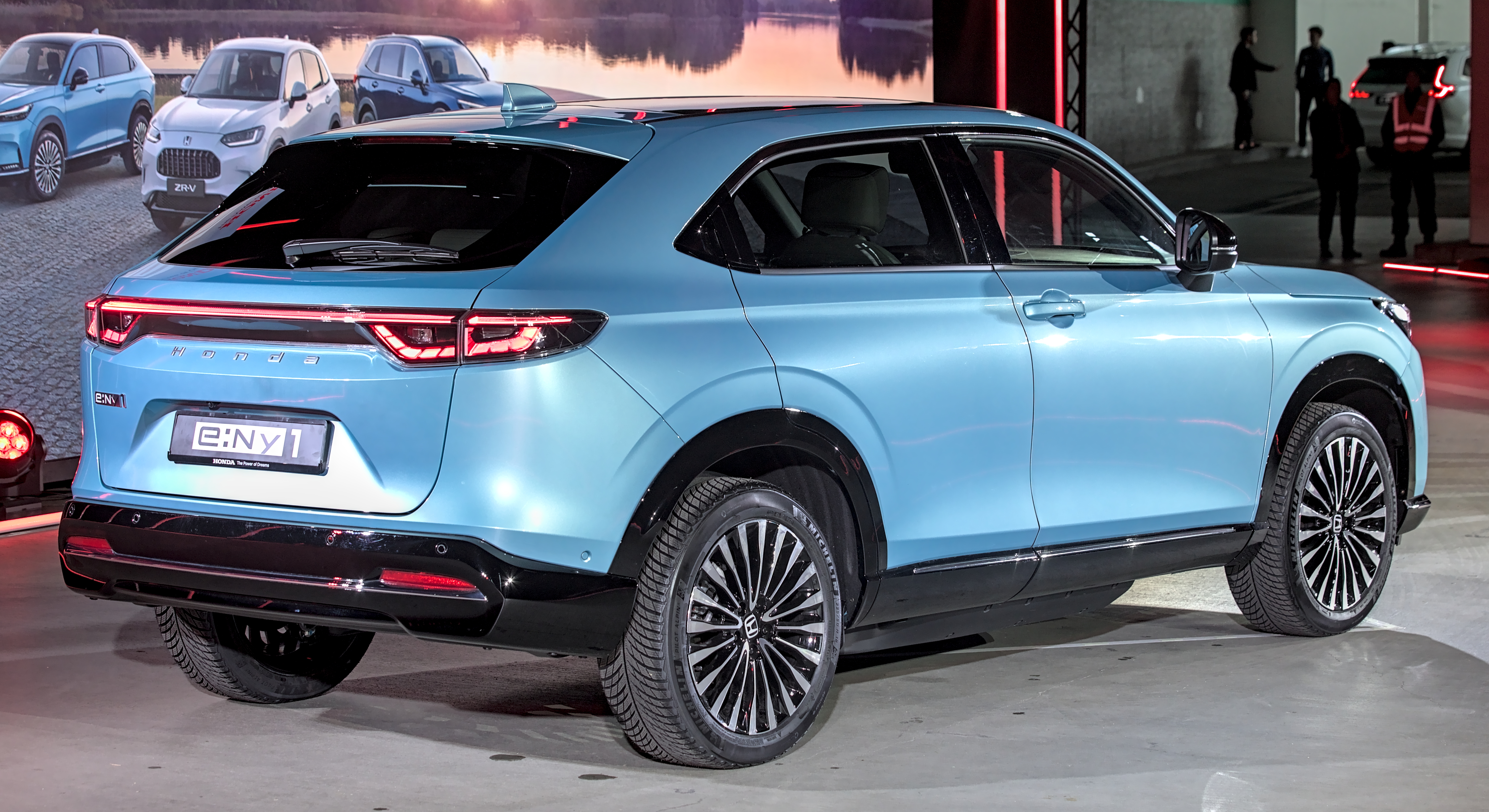
Hátulnézetből
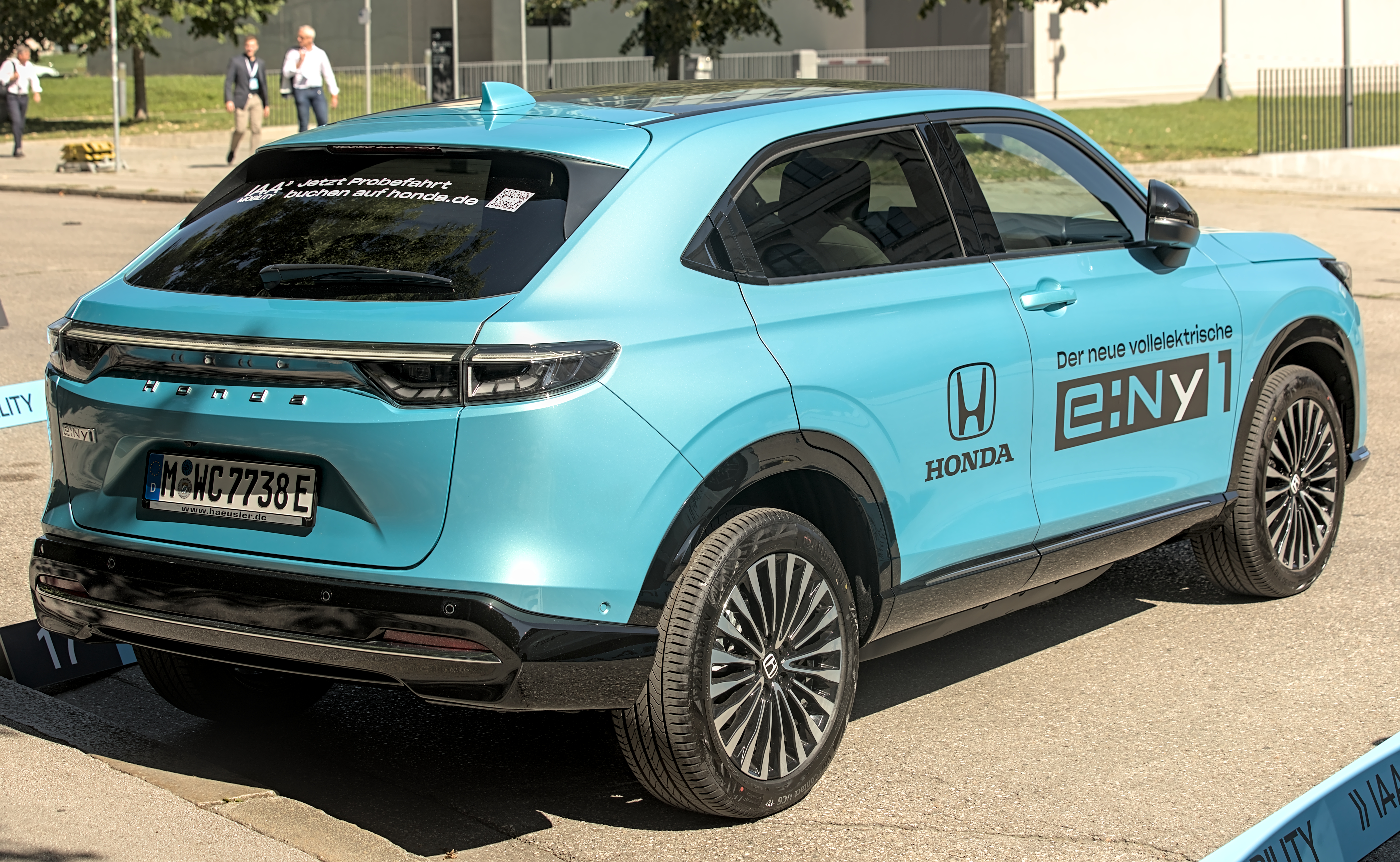
Hátulnézetből
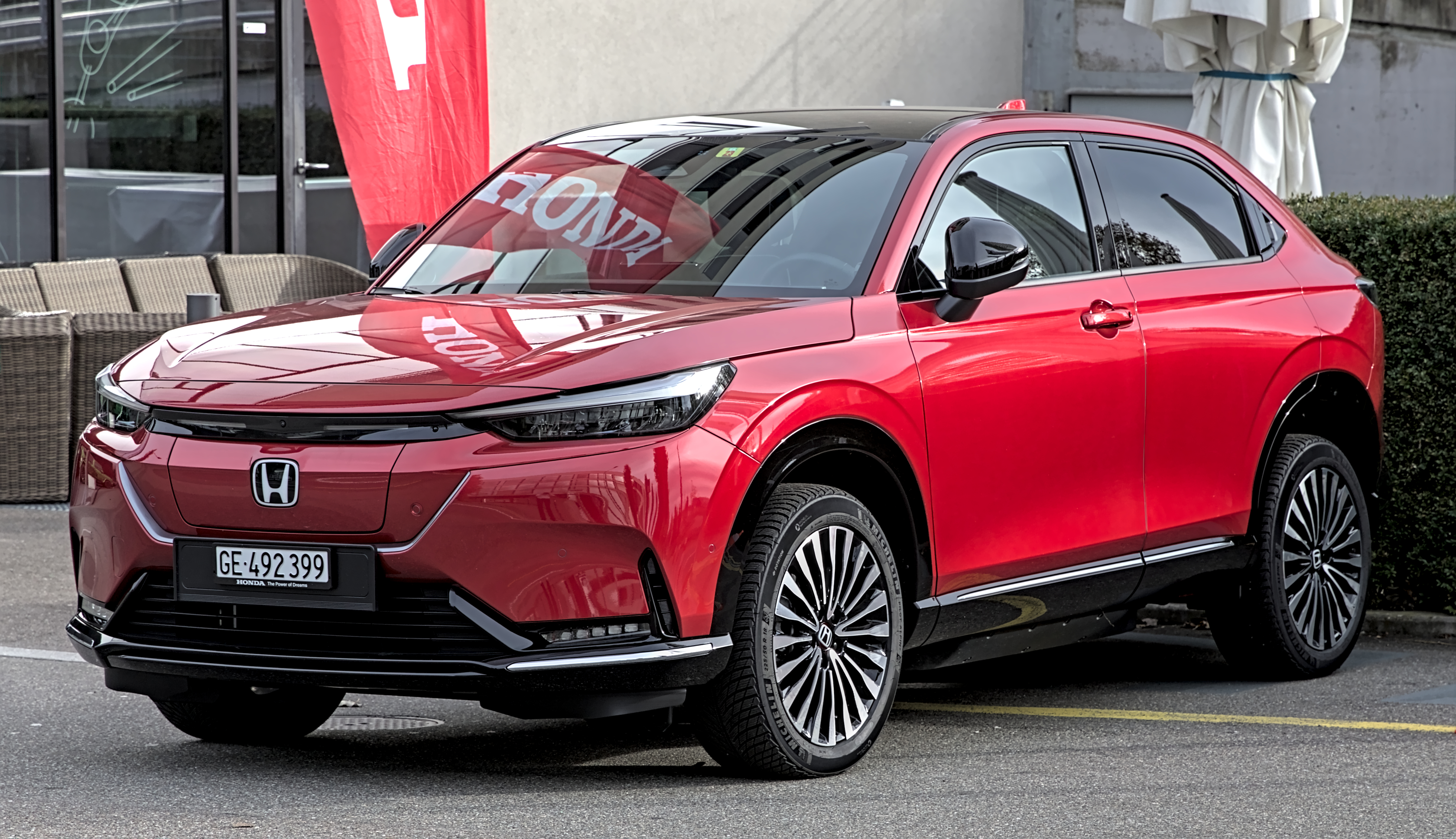
Elölnézetből
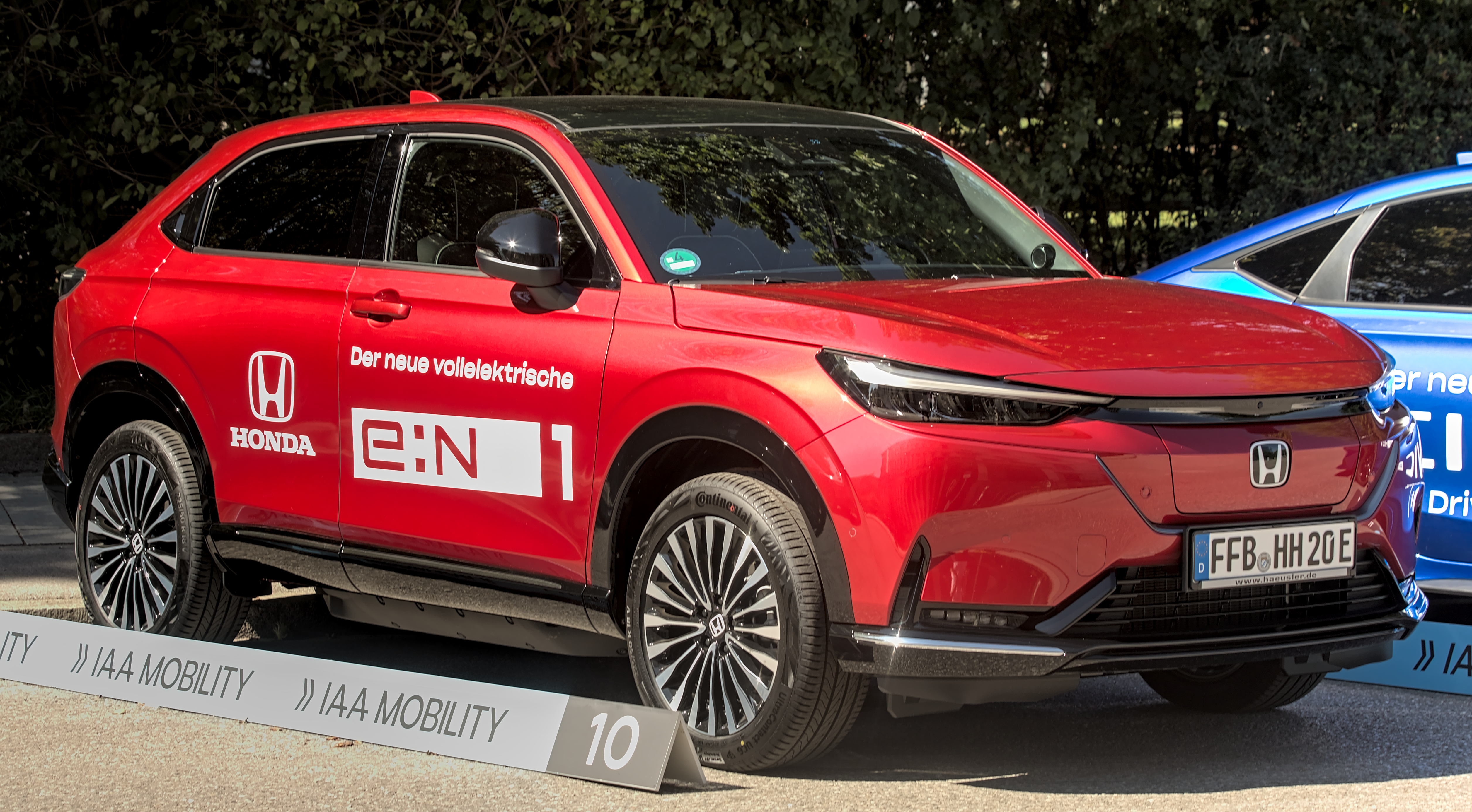
Hátulnézetből
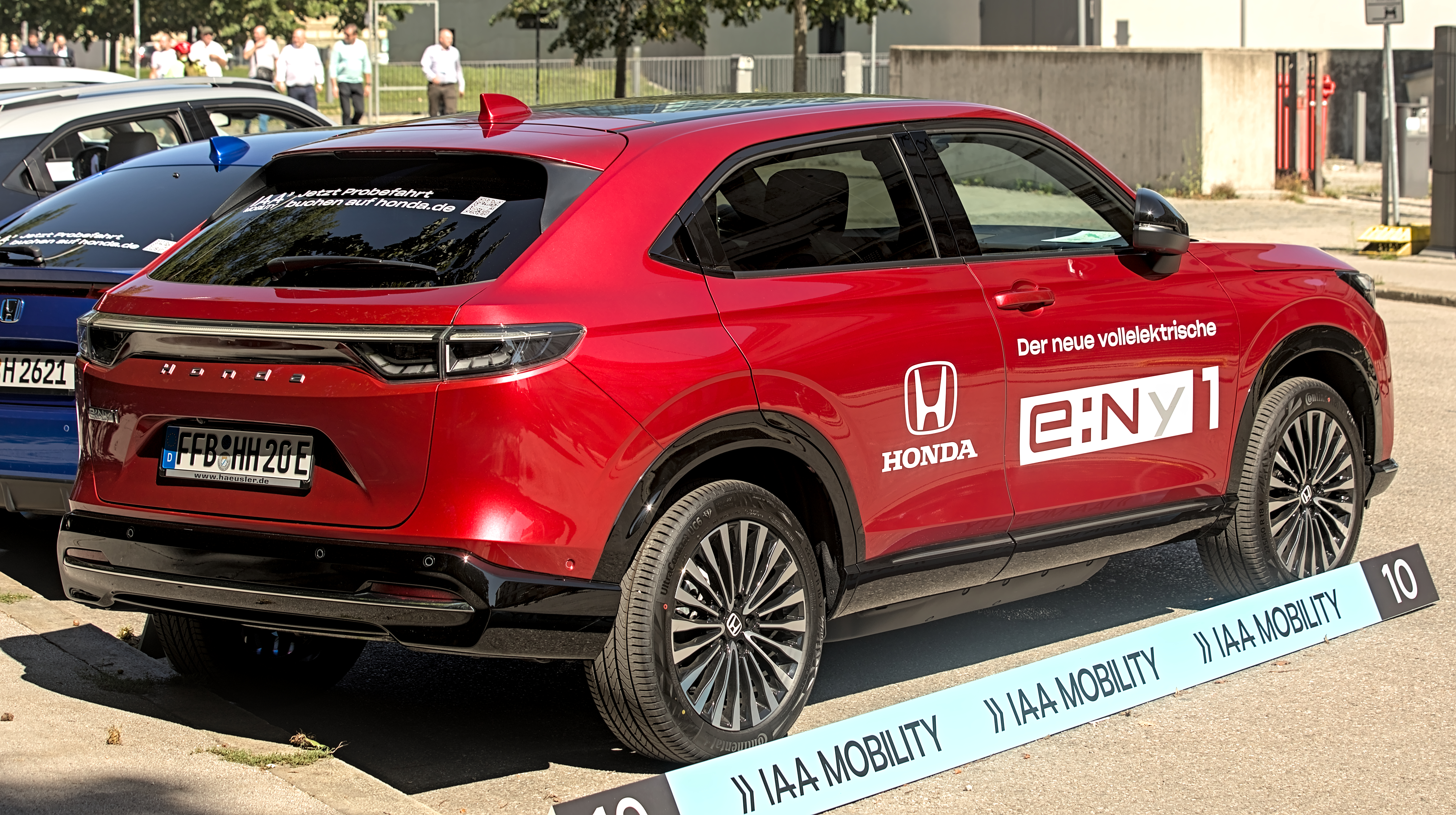
Hátulnézetből

## Fordítás
Ez a szócikk részben vagy egészben  a   Honda e:Ny1 című francia Wikipédia-szócikk ezen változatának fordításán alapul.  Az eredeti cikk szerkesztőit annak laptörténete sorolja fel. Ez a jelzés csupán a megfogalmazás eredetét és a szerzői jogokat jelzi, nem szolgál a cikkben szereplő információk forrásmegjelöléseként.